# Сима Несторовић
Сима Несторовић (Велико Црниће код Пожаревца, 1833/1834 – Велико Црниће, 7. јул 1921) био је трговац, председник Народне скупштине и сенатор.

## Биографија
Отац Нестор Петровић и мајка Ивана. Потиче из имућне сељачке породице. У својим раним двадесетим годинама остао је без оца и посветио се трговини и пољопривреди. Товом и извозом свиња преко Рама у Хабзбуршку монархију стекао је знатан иметак.
Политичке идеје обликује у време уставобранитеља и сврстава се уз опозиционе либерале. Као либерал и обреновићевац у представнички дом први пут улази 1861. године (Преображенска скупштина). У српском парламенту ће остати све до преврата 1903. године, као народни посланик (1861-1897), краљев посланик (1897-1901) и сенатор (1901-1903). Шест пута је биран за председника Народне скупштине (1883, 1898, 1899, 1899-1900, 1900. и 1901. године). У парламентарном раду истицао је ангажовањем у скупштинским одборима и бројним слободоумним и либералним интерпелацијама. Између осталог, борио се против злоупотреба при војним набавкама (1873) и ненаменског трошења диспозиционог фонда од стране бившег председника владе Јована Мариновића (1875), био је противник закључења железничког уговора са Генералном унијом и Бонтуом због начина на који се тај уговор закључује (1880-1881), и због тога је поднео оставку на место члана Железничког одбора. Био је против тога да државни чиновници (изузев професора) буду бирани за посланике, залагао се за принцип јавног гласања у скупштини и за дужи период тзв. министарске одговорности (за кривице почињене током мандата), био је поборник слободе штампе и оштар противник идеје да се осуђеним новинарима и новинама трајно забрани рад, односно излажење, износио је предлоге за измене устава, уређење горњег дома српског парламента и друге. Био је међупрвим предлагачима идеје да се у Србији укине смртна казна за политичке кривице (1888).
По избијању побуне у Босни и Херцеговини (1875) сврстао се уз либералну мањину која се изјаснила против рата и која није одобравала пружање помоћи устаницима говорећи да се „може десити да њих не ослободимо а себе упропастимо“.
У периоду 1895-1897. био је члан Привредног савета при Министарству народне привреде.
Као председник Народне скупштине 8. јула 1900. године био је међу неколицином народних представника којима је краљ Александар најпре саопштио вест о својим зарукама са Драгом Машин. Иако није одобравао веридбу, Сима Несторовић је, као народни првак одан династији, ипак прихватио понуду да кумује на краљевском венчању као стари сват (23. јула 1900).
Године 1902. стао уз групу либерала која се успротивила главном одбору странке и Ј. Авакумовићу због њиховог неконзистентног става о питању учешћа у власти. Та група је јануара 1903. године закратко обновила лист „Српска независност“.
После преврата 1903. године повукао се из политичког живота и до смрти се бавио трговачким пословима. Помагао је српску трговачку омладину. Током скупштинског живота добио је орден Таковског крста II (1898) и I реда (1900) и друга највиша државна одликовања.